# RatPac-Dune Entertainment
RatPac-Dune Entertainment, LLC (також відома на екранному логотипі як RatPac Entertainment) була американською компанією з виробництва кінофільмів, що належала продюсеру-режисеру Бретту Ратнеру. RatPac була заснована Ратнером і мільярдером Джеймсом Пекером. RatPac є партнером RatPac-Dune Entertainment разом із Dune Entertainment.

## Історія
RatPac Entertainment була заснована в 2012 році Бреттом Ратнером і мільярдером Джеймсом Пекером.
RatPac-Dune Entertainment LLC була створена у вересні 2013 року компаніями RatPac і Dune за чотирирічною домовленістю про спільне фінансування 75 фільмів з Warner Bros. У грудні 2013 року RatPac підписав угоду, починаючи з 1 січня 2014 року, про фінансування фільмів у рамках виробничої угоди між Plan B Entertainment і New Regency. У квітні 2017 року RatPac стала дочірньою компанією Access Entertainment, придбавши частку власності Джеймса Пекера.
У квітні 2018 року Warner Bros. оголосили, що вони припиняють відносини з компанією після звинувачень Ратнера в сексуальних домаганнях з Rampage як останнім фільмом, який компанія спільно фінансуватиме з Warner Bros., а також останнім фільмом, створеним RatPac на сьогоднішній день.
У 2021 році засновник r/wallstreetbets Хайме Рогозінскі продав компанії права на історію свого життя після короткого падіння акцій GameStop.  Кілька тижнів потому Ратнер, як повідомили, став режисером і продюсером біографічного фільму «Міллі Ваніллі» через свою компанію. Millennium Media фінансувала та виробляла фільм, але згодом відмовилася від своєї підтримки після відмови від Time's Up.

## Dune Entertainment
Dune Entertainment очолювала Стівен Мнучін і співфінансувала фільми Fox з 2006 року. 17 березня 2006 року Viacom погодився продати контрольний пакет акцій у бібліотеці фільмів DreamWorks Pictures компаніям Soros Strategic Partners і Dune Entertainment II. Продаж було завершено 8 травня 2006 року. Ця компанія є результатом спільного підприємства між RatPac Entertainment і Dune Entertainment у 2013 році після провалу переговорів між Dune і 20th Century Fox, що змусило компанію укласти угоду з Warner Bros., замінивши Legendary Pictures як ключову кооперацію Warner фінансовий партнер.

### Dune фільми
Вироблено спільно з 20th Century Fox, Fox Searchlight Pictures і Fox 2000 Pictures як Dune Entertainment, Dune Entertainment LLC або Dune Entertainment III LLC. 

## RatPac-Dune Entertainment
RatPac-Dune Entertainment, LLC була компанією фінансування фільмів, яка є спільним підприємством RatPac Entertainment і Dune Entertainment.
RatPac-Dune Entertainment, LLC була створена у вересні 2013 року RatPac і Dune за багаторічною домовленістю про спільне фінансування 75 картинок з Warner Bros. 26 листопада 2013 року RatPac-Dune завершила надання кредитної лінії на суму 300 мільйонів доларів з групою банків на чолі з Bank of America Merrill Lynch, яка має опцію продовження до 400 мільйонів доларів. У квітні 2018 року Warner Bros. оголосила, що не буде продовжувати контракт із RatPac-Dune Entertainment після звинувачень Бретта Ратнера в сексуальних домаганнях. У листопаді 2018 року міноритарна частка RatPac-Dune у бібліотеці з 76 фільмів Warner Bros. була виставлена на продаж, а інвестори фонду підтримали бібліотеку, щоб отримати готівку. Vine Alternative Investments зробила високу ставку на бібліотеку, але в січні 2019 року Warner Bros. скористалася своїм правом на відповідну ставку на бібліотеку та фактично придбала частки RatPac-Dune. Вартість оцінили майже в 300 мільйонів доларів.

### Фільми RatPac-Dune
Угода про 75 картин пасивно охоплювала всі фільми за межами інших угод про фінансування виробництва, включаючи угоди з Village Roadshow Pictures, Gulfstream і Alcon Entertainment, а також усі фільми про Гаррі Поттера. Угода була пасивною як у фінансовому, так і в творчому плані, оскільки RatPac-Dune не вибирала, які фільми фінансувати, і не мала творчого впливу на фільми.
Фінансовано Warner Bros.
- Gravity (2013)[13] (co-production with Heyday Films) (uncredited)
- Grudge Match (2013)[13] (co-production with Gerber Pictures)
- The Lego Movie (2014) (co-production with Warner Animation Group and Village Roadshow Pictures)
- Winter's Tale (2014) (co-production with Village Roadshow Pictures and Weed Road Pictures)
- Blended (2014) (co-production with Happy Madison Productions and Flower Films)
- Godzilla (2014) (co-finance with Legendary Pictures and Warner Bros.)[17]
- Edge of Tomorrow (2014) (co-production with Village Roadshow Pictures)
- Jersey Boys (2014) (co-production with GK Films)
- Tammy (2014) (with New Line Cinema) (co-production with Gary Sanchez Productions)
- Into the Storm (2014) (with New Line Cinema) (co-production with Village Roadshow Pictures)
- If I Stay (2014) (with New Line Cinema and Metro-Goldwyn-Mayer)
- This Is Where I Leave You (2014)
- Annabelle (2014) (with New Line Cinema)
- The Judge (2014) (co-production with Village Roadshow Pictures)
- Inherent Vice (2014)
- Horrible Bosses 2 (2014) (with New Line Cinema)
- American Sniper (2014) (co-production with Village Roadshow Pictures)
- Jupiter Ascending (2015) (co-production with Village Roadshow Pictures)
- Focus (2015) (co-production with Overbrook Entertainment and Di Novi Pictures)
- Run All Night (2015)
- Get Hard (2015) (co-production with Gary Sanchez Productions)
- The Water Diviner (2015)
- Mad Max: Fury Road (2015) (co-production with Village Roadshow Pictures and Kennedy Miller Mitchell)
- San Andreas (2015) (with New Line Cinema) (co-production with Village Roadshow Pictures)
- Entourage (2015) (co-production with HBO)
- Magic Mike XXL (2015)
- The Gallows (2015) (with New Line Cinema) (co-production with Blumhouse Productions)
- Vacation (2015) (with New Line Cinema)
- The Man from U.N.C.L.E. (2015)
- We Are Your Friends (2015)
- Black Mass (2015) (with Cross Creek Pictures)
- The Intern (2015)
- Pan (2015)
- Our Brand Is Crisis (2015)
- The 33 (2015)
- In the Heart of the Sea (2015) (co-production with Village Roadshow Pictures, Roth Films and Imagine Entertainment)
- Point Break (2015)
- How to Be Single (2016) (with New Line Cinema) (co-production with Metro-Goldwyn-Mayer Pictures)
- Midnight Special (2016)
- Batman v Superman: Dawn of Justice (2016) (co-production with DC Entertainment, Cruel and Unusual Films and Atlas Entertainment)
- Keanu (2016) (with New Line Cinema) (co-production with Monkeypaw Productions and Principato-Young Entertainment)
- Central Intelligence (2016) (with New Line Cinema and Universal Pictures) (co-production with Bluegrass Films)
- The Conjuring 2 (2016) (with New Line Cinema)
- The Legend of Tarzan (2016) (co-production with Village Roadshow Pictures, Jerry Weintraub Productions, and Dark Horse Entertainment)
- Lights Out (2016) (with New Line Cinema) (co-production with Atomic Monster Productions and Grey Matter Productions)
- Suicide Squad (2016) (co-production with DC Films and Atlas Entertainment)
- War Dogs (2016) (co-production with Green Hat Films and The Mark Gordon Company)
- Sully (2016) (co-production with Village Roadshow Pictures, The Kennedy/Marshall Company, FilmNation Entertainment, Flashlight Films & Malpaso Productions)
- Storks (2016) (co-production with Warner Animation Group and Stoller Global Productions)
- The Accountant (2016)
- Live by Night (2016)
- Collateral Beauty (2016) (co-production with New Line Cinema, Village Roadshow Pictures, Overbrook Entertainment, Anonymous Content, PalmStar Media and Likely Story)
- The Lego Batman Movie (2017) (co-production with Warner Animation Group, Village Roadshow Pictures, DC Entertainment, and Vertigo Entertainment)
- Going in Style (2017) (co-production with New Line Cinema and Village Roadshow Pictures)
- Fist Fight (2017) (with New Line Cinema) (co-production with Village Roadshow Pictures, 21 Laps Entertainment, and Rickard Pictures)
- CHiPs (2017) (co-production with Panay Films and Primate Pictures)
- Unforgettable (2017)
- King Arthur: Legend of the Sword (2017) (co-production with Village Roadshow Pictures and Weed Road Pictures)
- Wonder Woman (2017) (co-production with DC Films, Atlas Entertainment and Cruel and Unusual Films)
- The House (2017) (co-production with New Line Cinema, Village Roadshow Pictures, Gary Sanchez Productions and Good Universe)
- Dunkirk (2017) (co-production with Syncopy Inc.)
- Annabelle: Creation (2017) (with New Line Cinema, Atomic Monster Productions and The Safran Company)
- It (2017) (with New Line Cinema) (co-production with Vertigo Entertainment, Lin Pictures and KatzSmith Productions)
- The Lego Ninjago Movie (2017) (co-production with Warner Animation Group and Vertigo Entertainment)
- Geostorm (2017) (co-production with Electric Entertainment and Skydance Media)

У розділі «Доступ до розваг».
- Ліга Справедливості (2017) (спільне виробництво з DC Films, Atlas Entertainment і Cruel and Unusual Films) (в рамках Access Entertainment)
- 15:17 до Парижа (2018) [18]
- Game Night (2018) [18] (спільне виробництво з Davis Entertainment )
- Ready Player One (2018) (спільне виробництво з Amblin Entertainment, Reliance Entertainment, Village Roadshow Pictures і De Line Pictures )
- Rampage (2018) (спільне виробництво з New Line Cinema, Flynn Picture Company, Wrigley Pictures, ASAP Entertainment і Seven Bucks Productions ) (в титрах не указано)
- Ліга справедливості Зака Снайдера (2021) (спільне виробництво з DC Films, Atlas Entertainment і Stone Quantity) (до Access Entertainment; випущено HBO Max)

Фінансовано Regency Enterprises і 20th Century Fox
- Алоха (2015) (спільне виробництво з Columbia Pictures, LStar Capital і Vinyl Films)
- The Revenant (2015) (спільне виробництво з New Regency, Appian Way, Anonymous Content і M Productions)
- Правила не застосовуються (2016) (спільне виробництво з New Regency, Worldview Entertainment і Shangri-La Entertainment)
- Кредо вбивці (2016) (спільне виробництво з Ubisoft Motion Pictures, New Regency, DMC Films і The Kennedy/Marshall Company)

Фінансовано Universal Pictures
- The Water Diviner (2015) (спільне виробництво з Entertainment One, Mister Smith Entertainment, Seven Network, Hopscotch Features і Fear of God Films)

Фінансовано Sony Pictures Entertainment
- Алоха (2015) (з Columbia Pictures) (спільне виробництво з Regency Enterprises, LStar Capital і Vinyl Films)
- Правда (2015) (з Sony Pictures Classics) (спільне виробництво з Echo Lake Entertainment, Blue Lake Media Fund, Mythology Entertainment і Dirty Films)
- Я побачив світло (2016) (з Sony Pictures Classics ) (спільне виробництво з Bron Studios і CW Media Finance)

Фінансовано RKO Pictures
- Ледве летальний (2015)

Фінансується як документальні фільми RatPac
- Electric Boogaloo: The Wild, Untold Story of Cannon Films (2014)
- Чак Норріс проти Комунізм (2015)
- Перед потопом (2016)
- Яскраві вогні: Керрі Фішер і Деббі Рейнольдс у головних ролях (2016)

### Телесеріал
- Година пік (2016) (разом з Warner Bros. Телебачення)[19]